# Едо Блажек
Едуард Едо Блажек (Теслић, 6. август 1920 — Глуха Буковица, код Котор Вароши, јун 1942) учесник Народноослободилачке борбе и народни херој Југославије.

## Биографија
Рођен је 1920. године у Теслићу, гдје су се његови родитељи Розалија и Емил Блажек, хрватски досељеници, доселили почетком XX вијека. Они су били радници новопокренуте фабрике дрвне индустрије „Дестилација“ и имали су три сина - Анту, Јосипа и Еду. Едо Блажек и његов млађи брат Анто били су активни у радничком покрету Теслића, а по избијању Другог свјетског рата учествовали су и организовању оружаног устанка. 
Послије завршене основне школе, Едо се запослио у фабрици „Дестилација“. Као млади радник убрзо се упознао са радничким покретом, а 1937. године постао је члан Савеза комунистичке омладине Југославије. Са активним партијским дјеловањем почео је, по доласку Адема Херцеговца у Теслић, 1940. године, и тиме постао активиста обновљене партијске ћелије која је била повезана са партијском организацијом у Тузли. Године 1941. примљен је у чланство Комунистичке партије Југославије. 
Послије Априлског рата и проглашења усташке Независне Државе Хрватске, 1941. године, активно је радио на организовању устанка. Заједно са осталим истакнутим комунистима овог краја - Бранком Маркочевићем, Адемом Херцеговцем, Милорадом Мирковићем и Едхемом Побрићем основао је и прву организовану оружану групу, августа 1941. године, са сједиштем у Цвијићима код Чечаве. Група је носила назив „Борјанска герила“, a касније постала Одред број 4 Прве чете за Босанску Крајину. Исте године је основана и друга оружана чета, Врућичка, у којој је Едо Блажек дјеловао као политички комесар. Ова група је управо под командом Еде Блажека остварила прве веће оружане успјехе. У Јасеници, код Блатнице, 20. новембра 1941. године разоружали су 90 стражара и убили командира страже. 
Крајем 1941. и почетком 1942. године у Теслићу долази до раздвајања устаничких снага на - партизане, четнике и добровољце. Како је Партизански покрет био недовољно јак, Едо Блажек је са осталим активистима у љето 1942. године кренуо према Травнику да би се прикључио већим партизанским јединицама. Приликом пута ка Травнику, у мјесту Глуха Буковица, код Котор Вароши, пресрела их је већа група четника и опколила. У покушају пробоја, сви су погинули.
Током Народноослободилачке борбе, погинула су оба брата Еде Блажека - Јосип и Анто. Млађи брат Анто Блажек погинуо је 1943. године као борац Прве пролетерске ударне бригаде.
Указом председника Федеративне Народне Републике Југославије Јосипа Броза Тита, 27. новембра 1953. године, проглашен је за народног хероја.

## Обиљежја
У Теслићу је име Еде Блажека носило више организација и улица. Сви називи су се задржали до почетка рата у Босни и Херцеговини, а у току рата (1992—1995) или након рата су промијењени.
- Улица у којој се родио, средња колона, носила је назив Улица Еде Блажека до почетка рата у Босни и Херцеговини. На његовој родној кући је постављена спомен-табла.
- У цвјетном парку у центру Теслића постављена је спомен-биста Еде Блажека. Биста је била уклоњена у току рата, али је у првим годинама после рата враћена на старо мјесто.
- На улазу у фабрички круг „Дестилације“ постављена је спомен-плоча са именима погинулих радника. Име Еде Блажека као народног хероја је истакнуто.
- Омладинска радна бригада „Едо Блажек“ основана је 23. марта 1970. године и под тим именом је више пута учествовала на омладинским радним акцијама - пет пута на „ОРА Ниш“, два пута на „ОРА Ђердап“, на „ОРА Краљево“ и на „ОРА Козара“. Шест пута је освајала признање „Вељко Влаховић“, носилац је значке и плакете Окружног комитета ССРН Теслића. Бригада је повезала мјесне заједнице „4. септембар“ у Теслићу и „Ратко Јовић“ у Нишу.
- Библиотека „Едо Блажек“ у Теслућу је основана 1953. године, а данас носи назив „Данило Киш“.
- Стрељачка дружина „Едо Блажек“ основана је 1949. године. Чланови дружине су били прваци Балкана и Европе. Данас носи назив »Геофон Теслић« и даље остварује значајне резултате.
- Клуб литерарних стваралаца „Едо Блажек“ окупљао је младе ауторе са подручја Теслића и издавао њихова дјела.